# عمرو یارادوآ
عمرو یارادوآ(به انگلیسی: Umaru Musa Yar'Adua) (زادهٔ ۱۶ آگوست ۱۹۵۱ – درگذشتهٔ ۵ مه ۲۰۱۰) رئیس جمهور نیجریه بود. او در انتخابات ریاست جمهوری ۲۱ آوریل ۲۰۰۷ پیروز شد و در ۲۹ مه همان سال سوگند ریاست جمهوری را ادا نمود.
یارادوآ در ۵ مه ۲۰۱۰ پس از چند ماه بیماری در اقامتگاه ریاست جمهوری درگذشت. گودلاک جاناتان معاون ریاست جمهوری در دوران بیماری و پس از مرگ او مسئولیت کفالت ریاست جمهوری را بر عهده گرفت.